# Entre Lençóis
Entre Lençóis é um filme de drama romântico brasileiro dirigido pelo colombiano Gustavo Nieto Roa e escrito por Renê Belmonte. Todo o filme se passa num motel, onde Roberto (Reynaldo Gianecchini) e Paula (Paolla Oliveira) se apaixonam logo depois de terem se conhecido numa boate. O filme é uma versão em português de outro filme do diretor, Entre Sábanas, em língua espanhola. Gustavo afirmou que a quantidade de motéis no Brasil era algo que chamava a atenção, inspirando-o a fazer um filme sobre o tema. Ele escolheu Reynaldo como ator após analisar seus trabalhos passados, enquanto ele entrevistou diversas atrizes antes de escolher Paolla para o filme.
Para fazer seu personagem, Reynaldo disse que "buscou o que havia dentro dele", enquanto Paolla assistiu filmes como Before Sunrise (1995) e Before Sunset (2004). O filme foi orçado em 950 mil reais e suas filmagens ocorreram durante três semanas num motel do Rio de Janeiro. Lançado nos cinemas em 5 de dezembro de 2008, Entre Lençóis teve recepção negativa da crítica, que criticou em especial o roteiro, a trilha sonora e a qualidade técnica. Na mesma época, a equipe do filme Na Cama acusou o diretor de plagiar seu filme, por conter uma premissa similar. Segundo dados da Agência Nacional do Cinema (Ancine), o filme arrecadou 1,1 milhão de reais. Posteriormente, foi lançado em DVD e exibido no Corujão, da TV Globo.

## Sinopse
O filme se passa em apenas um final de noite e início de uma manhã, contando com apenas dois atores. Roberto é recém-separado e se encontra numa balada com Paula, que está prestes a se casar. Os dois vão para um motel e passam uma noite juntos, de início, apenas pelo sexo. No entanto, eles passam a conversar sobre assuntos como religião, profissão, filhos, dinheiro e perda da virgindade. Logo, eles se apaixonam, e questionam se podem levar adiante uma relação que a princípio parecia ser apenas casual.

## Elenco
- Paolla Oliveira — Paula
- Reynaldo Gianecchini — Roberto

## Produção

### Desenvolvimento
Entre Lençóis foi dirigido pelo colombiano Gustavo Nieto Roa, sendo essa sua estreia no Brasil, e produzido por Thiago Müller. Gustavo afirmou que decidiu trabalhar no país pois é apaixonado "pela música, pela gente, pelas paisagens, pela história", e que "o Brasil é o país do futuro no cinema". Segundo ele, a quantidade de motéis, especialmente em São Paulo e no Rio de Janeiro, era algo que chamava sua atenção, levando-o a questionar: "o que se passa nestes motéis?". Sua ideia inicial era fazer um filme com dez histórias curtas e distintas sobre o tema, mas decidiu fazer apenas uma. Gustavo então contou sua ideia a Renê Belmonte, que foi pedido para criar um roteiro de "uma história de amor de um casal, com começo, meio e fim mas que se passasse numa noite em um quarto de motel". Gustavo disse que a história poderia demonstrar a mudança da mentalidade da mulher, que estava se tornando menos submissa e tendo mais iniciativa.
Sobre uma sequência, que era possível considerando a cena final do filme, Gustavo disse: "Espero que Renê faça o segundo. Este filme tem uma continuidade, que queremos fazer. Eu quero fazer." Entretanto, Renê disse que Entre Lençóis não foi feito pensando numa sequência, mas sim na pergunta "o amor perfeito sobrevive ao mundo real?" e concluiu: "Acho bacana de uma história quando ela não se encerra ali. A ideia era abrir a discussão, a possibilidade". O filme foi orçado em 950 mil reais.

### Atuação e filmagens
Gustavo conheceu Reynaldo Gianecchini através dos filmes Avassaladoras (2002), Sexo, Amor e Traição (2004) e Sexo com Amor? (2008). Ele já tinha a intenção de fazer um filme com o ator, já que o diretor costumava "fazer [filmes] sob medida para um ator, uma atriz ou uma situação", e disse também que já tinha Reynaldo em mente quando pensou na história. Gustavo enviou o convite para ele, que aceitou, elogiando o roteiro. Para escolher a atriz, Gustavo conversou com diversas "atrizes conhecidas", incluindo Juliana Paes, Priscila Fantin, Alinne Moraes, Cleo Pires, Milena Toscano e Giselle Itié. Reynaldo indicou Paolla Oliveira — que contracenaram juntos em Belíssima — e ela foi aceita para o papel, por sua "energia", segundo Thiago. Este foi o quinto longa-metragem de Reynaldo, mas o primeiro de Paolla.
As filmagens ocorreram durante três semanas, se encerrando no dia 4 de junho de 2008, no motel Vip's, do Rio de Janeiro. O filme inteiro ocorre apenas no local. Gustavo afirmou que o filme foi feito de comum acordo e nem ele, nem os atores, impuseram cenas. Ele exemplificou que Reynaldo não gostaria que uma cena exibindo-o de frente, nu, aparecesse no filme, por ser desnecessária, o que foi aceito prontamente. Para fazer seu personagem, Reynaldo comentou que buscou o que havia dentro dele para emprestar ao personagem, por essa ser uma história de paixão entre duas pessoas através de "um pacto de sinceridade", e que este era um filme onde "a gente tenta tirar a palavra o máximo possível para deixar as expressões falarem". Já Paolla disse que buscou referências em "muitas Paulas insatisfeitas", além de assistir filmes sobre "papo de casal" como Before Sunrise (1995) e Before Sunset (2004). Reynaldo comentou que não sentiu atração durante as cenas de sexo do filme: "Cena de sexo é uma loucura, porque você assite no cinema e tem aquele clima todo, mas no set de filmagem não é nada disso. É tudo muito técnico, coreografado e não tem aquela fluência. Você filma metade e para para tomar um café, arruma a luz, aí vem uma mulher passar maquiagem na sua bunda porque está com uma manchinha. A gente só dá risada. Tesão é a última coisa que rola nesse momento."

## Lançamento e bilheteria
Inicialmente previsto para a primeira semana de janeiro de 2009, Entre Lençóis foi lançado no dia 5 de dezembro de 2008. Em seu fim de semana de estreia, onde foi exibido em 115 salas de cinema, foi visto por 32 887 pessoas, ficando na 6.ª posição do ranking nacional de bilheterias daquele período. No total, o filme teve um público de 136 605 pessoas e uma receita de 1 120 042 reais, segundo dados da Agência Nacional do Cinema (Ancine). Um DVD do filme foi lançado no dia 12 de março de 2009 pela Swen Filmes, tendo como extras making of, clipes, slide show e trailers. Em 7 de agosto de 2017, o filme foi exibido no Corujão, da TV Globo.

## Recepção
| Críticas profissionais | Críticas profissionais |
| Avaliações da crítica  | Avaliações da crítica  |
| Fonte                  | Avaliação              |
| ---------------------- | ---------------------- |
| Cinema com Rapadura    | 3/10                   |
| CineClick              | [ 1 ]                  |
| Cinepop                | [ 12 ]                 |
| Papo de Cinema         | [ 13 ]                 |
| Folha de S.Paulo       | péssimo                |
| UOL Cinema             | [ 15 ]                 |

Em geral, Entre Lençóis teve recepção negativa da crítica. Igor Vieira escreveu ao Cinema com Rapadura que, quanto ao elenco, "sobra esforço e química, mas falta talento para Gianecchini e experiência para [Paolla]". Heitor Augusto escreveu ao CineClick que "a atuação do casal é boa, especialmente nos momentos cômicos", mas que, no final, "tudo que os atores haviam feito dignamente no decorrer de Entre Lençóis é quase esculhambado pelo uso de ferramentas óbvias da atuação (lágrimas em demasia, frases de efeito, movimentos bruscos do rosto, excessos de diálogo)". Já Eduardo Fernandes comentou ao Cinepop que, embora as primeiras cenas de sexo parecessem muito coreografadas e estranhas, isso enfatizava uma "aproximação gradativa entre eles", com tais cenas ficando "mais bonitas e carinhosas" ao longo do filme. Débora Miranda, do G1, disse que ambos "Se esforçam para soarem naturais, se expõem, têm juntos momentos adoráveis e engraçados", e que só a beleza deles salvava o filme.
Igor (Cinema com Rapadura) comentou que, no início de Entre Lençóis, o roteiro não estava ruim, mas que, ao longo do filme, começa a ficar "muito novelesco". Ele disse que Renê "acerta no tom rápido dos diálogos e brincadeiras entre o casal logo após o primeiro coito. Depois da segunda relação, é ladeira abaixo." Igor também disse que os clichês deixavam "fácil adivinhar o que vem a seguir na próxima cena". O crítico do UOL Cinema Rubens Ewald Filho caracterizou o roteiro como "incompetente, mal alinhavado e mal desenvolvido, que destrói qualquer possibilidade de ser levado a sério", e finalizou: "o roteiro é tão pífio que o filme só é suportável como exercício de voyeurismo". Robledo Milani descreveu ao Papo de Cinema os diálogos como "risíveis", e criticou o enredo: "Eles se conhecem há duas ou três horas e já creem ter encontrado a alma gêmea de suas vidas? Por favor, vamos nos respeitar!" Débora (G1), também ficou surpresa com tal enredo, e descreveu o roteiro como fraco, contendo "assuntos bobos, discussões rasas e sem sentido, clichês o tempo todo". Escrevendo para a Folha de S.Paulo, Alessandro Giannini disse que "Sustentar um fiapo de história como essa em um cenário fechado é uma ousadia e tanto". No entanto, foi elogiada uma cena específica, onde ambos os personagens fazem striptease.
Sobre a trilha sonora, o Glamurama escreveu que ela era uma prova de que uma trilha sonora incorreta "pode acabar com qualquer clima". Débora (G1) descreveu a trilha como "brega", sentimento compartilhado por Eduardo (Cinepop): "Quando a trilha é apenas uma ferramenta narrativa para causar emoções na platéia, a breguice deixa de ser uma regra para respeitar o cenário para ser apenas algo feio". Heitor (CineClick) disse que a música no final do filme "não acrescenta ao que já está na telona". Quanto à qualidade técnica, Igor (Cinema com Rapadura) comentou que o abuso de close-ups "favorece os rostos bonitos dos protagonistas e lembra a linguagem da telenovela", mas criticou a iluminação e a "edição sem criatividade completa", que poderia passar como "trabalho de conclusão de alguma faculdade de cinema" se não fosse pelos atores. Rubens (UOL Cinema) disse que o filme é muito deficiente tecnicamente e que, "Diante da feiura estética da fotografia, não há como se envolver com o possível erotismo da relação". O Glamurama disse que "a luz, que de motel não tem nada, fica mais para churrascaria, lanchonete ou sala de espera de consultório médico".
Ademir Luiz, da Revista Bula, inseriu o filme em sua lista dos 21 piores filmes brasileiros de todos os tempos.

## Acusação de plágio
Entre Lençóis é uma adaptação em língua portuguesa do filme em espanhol Entre Sábanas, que também foi dirigido por Gustavo Nieto Roa; sua ideia era lançar o mesmo roteiro em espanhol, português e inglês, embora a versão neste último idioma nunca tenha se concretizado. Adrián Solar, produtor de Na Cama (2005), dirigido por Matias Bize, diz que o roteiro é um plágio de seu filme: ambos contam com a mesma premissa de "um casal que se conhece numa festa[,] divide um quarto de hotel e, durante uma noite de embates sexuais, abrem o coração um para o outro. Nas duas produções há apenas dois personagens em cena, que interagem dentro de um único cenário." Entretanto, Gustavo afirma que essas são as únicas semelhanças e que "A abordagem, os conflitos das história, as soluções criadas para eles e a dramaturgia do nosso filme são totalmente diferentes dos de Na Cama[, incluindo] o desfecho".
Gustavo afirmou que, quando Na Cama foi lançado, o projeto de um filme como Entre Lençóis já existia. Ao perceber a semelhança entre ambos, ele procurou Matias para avisá-lo que esperaria a performance do filme dele na Colômbia para então fazer sua versão. Matias perguntou se Gustavo gostaria de fazer um remake, mas a ideia não prosseguiu, sendo um dos motivos o fato de que Na Cama teria tido uma baixa repercussão no Chile. A equipe de Na Cama não se pronunciou antes sobre Entre Sábanas porque Gustavo havia assegurado que a história seria original. A hipótese de plágio só foi questionada na época do lançamento do filme na Colômbia, em abril. Segundo Adrián, Entre Sábanas é "uma imitação muito ruim" de Na Cama, que teve baixa bilheteria, e por isso não decidiu tomar ações legais, para "não dar importância a um fracasso". Finalizou dizendo: "Agora ficamos sabendo que o diretor faz um remake (em português) desse filme, que é uma cópia do nosso".